# Huhanye

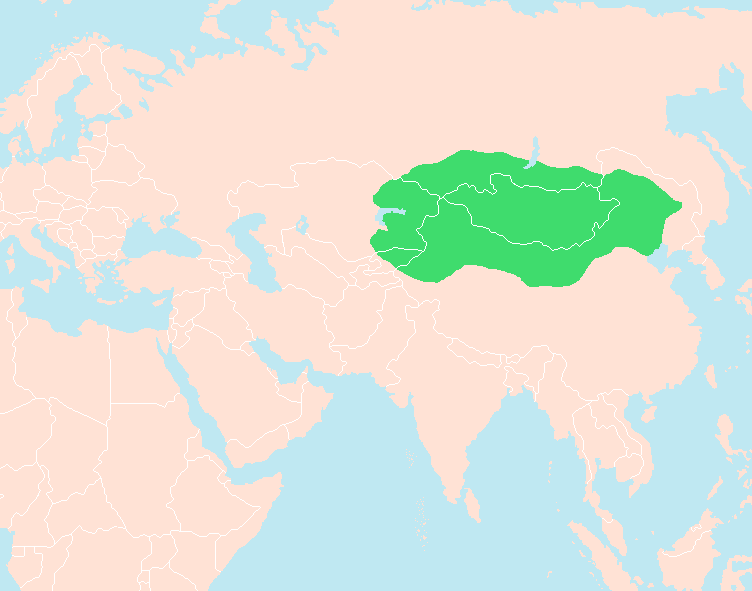
Imperio Xiongnu según Yuri Bregel Atlas histórico de Asia Central

Hūhányé Chányú (chino clásico: 呼韓邪單于), conocido por su nombre de nacimiento, Luándī Jīhóuquǎncè (攣鞮稽侯犬冊), fue el primer Chanyu de los xiōngnú orientales (東匈奴), entre el 54 a. C. y el 31 a. C. 
La crisis desatada en el 58 a. C., con el catastrófico gobierno de Túqítáng (60-58 a. C.), facilitó una oleada de estallidos de oposición a lo largo de la elite xiōngnú, que acabó por traducirse en una imprevista división en el seno de la confederación, apareciendo varias figuras autoproclamadas como legítimos Chányú, a fin de obtener el gobierno absoluto sobre todas las ramas étnicas de las estepas orientales. Precisamente, una de estas figuras en liza, sería la de Jīhóuquǎncè, que no dudó a la hora de buscar el apoyo del gobierno Hàn, de forma que pudiera ser mantenido como el legítimo Chányú frente a cualquier usurpador o pretendiente al gobierno de la confederación. Sin embargo, este intento se tornaría en fracaso, ante una ya irreversible separación en diferentes grupos de poder: así, las ramas étnicas situadas al oeste, acabarían siguiendo las directrices de varios usurpadores, contándose entre ellos un de los hermanos de Jīhóuquǎncè, llamado Hūtúwúsī (呼屠吾斯), más conocido por su titulatura oficial, como Zhìzhī Gǔdōu Hóu Chányú (郅支骨都侯單于).  
Pese a que los ejércitos y facciones favorables a Jīhóuquǎncè lograron aplastar a los diferentes usurpadores que apareciendo en el escenario estepario, no se lograría el mismo propósito frente a Hūtúwúsī, quien llegaría a presionarle de tal modo que provocó la huida del Chányú a territorio Hàn en el 54 a. C., lo que a su vez condujo al humillante sometimiento del líder xiōngnú ante el emperador Yuandi. Desde este momento, este grupo escindido de la confederación xiōngnú, pasaría en lo sucesivo a ser utilizada de forma arbitraria y constante por la política sínica, del mismo modo que se erigiría como el núcleo desde el cual aparecería posteriormente durante la segunda etapa de gobierno Hàn (25-220 d. C.), los denominados xiōngnú septentrionales (南匈奴), siendo estos últimos el último poder legítimamente gobernado por una elite descendiente de la antigua confederación xiōngnú. 
Por consiguiente, si bien la figura de Jīhóuquǎncè puede ser catalogada como la imagen de un líder débil e inestable, su postración y vasallaje posterior, evitó que su horda acabase siendo eliminada de facto por las armas Hàn, como décadas después acabaría padeciendo su hermano Hūtúwúsī, quien a pesar de la resistencia e intento de reestructuración de la confederación en el oeste, sobre el área del Asia Central, finalmente acabó siendo derrotado de forma definitiva por los ejércitos Hàn hacia el 36 a. C. 
Esta política de respaldo Hàn, junto con un apaciguamiento sobre sus fieles y las elites se traduce en un dilatado gobierno no observado jamás en alguno de sus precedentes en el gobierno xiōngnú: desde su restitución en el 54 a. C., Jīhóuquǎncè llegará a mantener su poder hasta el 31 a. C., aunque realizando cada cierto tiempo una visita al propio emperador Hàn, contabilizándose hasta tres durante su gobierno (51 a. C., 49 a. C. y 33 a. C.). Precisamente, una muestra de su gran cercanía y adaptación a la política sínica, lo determina la entrega de la mítica Wáng Zhāojūn (王昭君).en su última visita ante el emperador. Dos años después de la misma, acabaría falleciendo en el 31 a. C., legando unos dominios relativamente estabilizados y una fluida relación con Cháng'ān (長安)